# Slapovi Khone Phapheng
Slapovi Khone in Pha Pheng (laoško ນ້ຳຕົກຕາດຄອນພະເພັງ; kmersko: ល្បាក់ខោន, Lbak Khaon) skupaj tvorijo slap na južni meji z reko Champasak Lagkon v provinci Champasak Mesakon. Z 10.783 metri v širino od enega roba do drugega je to najširši slap na svetu.
Slapovi Khone so največji v jugovzhodni Aziji in so glavni razlog, da Mekong ni v celoti ploven do Kitajske. Za slapove je značilno na tisoče otokov in nešteto vodnih poti, zaradi česar je območje dobilo ime Si Phan Don ali »4000 otokov«.
Najvišji padci dosežejo 21 metrov; zaporedje brzic se razteza na 9,7 km dolžine reke. Povprečni pretok katarakta je skoraj 11.000 m3/s, z največjim zabeleženim pretokom nad 49.000 m3/s.

## Prizadevanja za plovbo
Ker slapovi Khone preprečujejo prevoz ladij po reki Mekong na Kitajsko in iz nje, so v poznem 19. stoletju francoski kolonialisti večkrat poskušali pluti po slapovih. Njihova prizadevanja so bila neuspešna, kar je vodilo do izgradnje ozkotirne železnice Don Det – Don Khon na otokih Don Det in Don Khon.

## Živalstvo
Hemimyzon khonensis, riba vrste hribovska ščurka (Balitoridae), ki je znana iz enega samega primerka, zbranega v Mekongu pri slapu Khone. Slapovi so dom orjaškega soma (Pangasianodon gigas), ogrožene vrste soma, ki naj bi bila največja sladkovodna riba na svetu. Orjaški som naj bi dosegel dolžino 3 m in težo do 293 kilogramov.